# Zikanita biocellata
Zikanita biocellata là một loài bọ cánh cứng trong họ Cerambycidae.